# Creu de terme de Palau-sacosta
La Creu de terme de Palau-sacosta, coneguda popularment com a Creu de Palau, és una creu de terme de Girona (Gironès) situada al barri Creu de Palau, al capdamunt de la Pujada de la Creu de Palau.

## Història
La creu actual va ser instal·lada el 1963, per l'últim Ajuntament de Palau-sacosta, abans de la seva annexió al municipi de Girona. L'autor fou l'escultor Domènec Fita. Es col·locà al mateix lloc on hi havia hagut una creu de terme gòtica, que s'havia emplaçat a l'antic encreuament de la carretera de Girona a Caldes de Malavella (avui Pujada a La Creu de Palau i Camí Vell de Fornells) i la carretera que des de Salt dirigia a La Bisbal (avui un camí substituït en part pel carrer Albí que des de la carretera de Barcelona segueix cap al carrer de l'Església de Sant Miquel).
La creu de pedra va ser substituïda per una de ferro, que va ser enderrocada, juntament amb l'antiga església, durant la Guerra Civil. El 1944 algunes persones van col·locar al mateix lloc una creu de fusta, amb la inscripció 'missió 1944'. El lloc, molt concorregut en ser un encreuament de camins, també era un punt de referència de les processons que en honor dels sants patrons del poble o amb motiu de la festa de Corpus se celebraven cada any.
La creu de Domènec Fita es va col·locar al mateix lloc, al mig de l'encreuament, i es va beneir el dia Sant Miquel, patró del poble de Palau-sacosta, el 29 de setembre coincidint amb la celebració de la Festa Major. El 1987/1988, per una remodelació dels carrers i per tal de garantir la seguretat viària de la zona, la creu va ser desplaçada uns metres de la seva ubicació original.

## Descripció
La creu s'aixeca sobre una primera base circular i una segona base quadrada, i té una alçària de 5,80 m. És un monòlit de pedra de Girona, coronat per una doble creu: una de pedra i una altra de ferro. Manté la inscripció 'MISSIÓ 1944' i hi afegeix un baix relleu amb una imatge de la Mare de Déu amb la inscripció 'SANTA MARIA'.